# Lavoye
Lavoye település Franciaországban, Meuse megyében. Lakosainak száma 145 fő (2022. január 1.). Lavoye Waly, Autrécourt-sur-Aire, Beaulieu-en-Argonne, Froidos, Ippécourt és Julvécourt községekkel határos.

## Népesség
A település népességének változása:
| Lakosok száma | 201  | 164  | 169  | 163  | 146  | 146  | 153  | 153  | 151  | 145  |
|               | 1968 | 1982 | 1990 | 2006 | 2013 | 2015 | 2017 | 2019 | 2020 | 2022 |